# 薄井伸一
薄井 伸一（うすい しんいち、1958年7月23日 - ）は、日本の俳優。
神奈川県出身。趣味はウィンドサーフィン、ビリヤードなど。体重56kg。
2006年にDVD『温厚な上司の怒らせ方』、2007年には『一番大切な人の怒らせ方』に架空の大学、東京東海大学言語学　教授・碑文谷 潤（ひもんや じゅん）として出演し、話題となった。また、2007年10月7日から12月まで、テレビ東京の「Eネ!」より『碑文谷教授のミッドナイトゼミナール 今さら人に聞けない!怒らせ方講座』が毎週日曜日計12回放送された。

## 受賞歴
- 2018年 - 映画「なにもかもうまくいかないすべての男たちへ」で、第３回 妙善寺映画祭 最優秀哀愁がただよう賞、Five Continents International Film Festival 助演男優賞・コメディ賞を受賞。
- 2018年 - 主演映画「にちじょう」で、第２回 愛川レッドカーペット 最優秀賞[1]、2019年、 横濱インディペンデント・フィルム・フェスティバル 2019 短編部門 最優秀賞[2]を受賞。
- 2018年 - CM「ソラシドエア」で、第29回 UMK CM大賞[3]を受賞。
- 2019年 - CM「三幸コーポレーション ／「ドラキュラ」篇 「狼男」篇」で、ぐろーかるCM大賞2019 特別賞 トレンドパロディ賞[4]、静岡県CMグランプリ 最優秀賞[5]を受賞。
- 2019年 - CM『南都銀行　相続・遺言信託　シリーズ「南都家の一族」』で、第56回 ギャラクシー賞 優秀賞[6]、第13回 全広連鈴木三郎助地域クリエイティブ大賞 最優秀賞[7]、第1回 HaHaHa Osaka Creativity Awards 特別賞[8]を受賞。

## 出演

### テレビ
- ふしぎ犬トントン 第12話（1979年）
- 探偵物語 第5話「夜汽車で来たあいつ」（1979 - 1980年）
- 西部警察 PART-II 第31話 (1983年) - 片山
- X'smap〜虎とライオンと五人の男〜（2004年）
- 所さん&おすぎの偉大なるトホホ人物伝（2004年 - 2005年）
- 碑文谷教授のミッドナイトゼミナール 今さら人に聞けない!怒らせ方講座　碑文谷潤役（2007年）
- 有吉AKB共和国
- 猿ロック（2009年）
- 左目探偵EYE（2010年）
- 有吉AKB共和国（2010年4月26日、2011年4月7日・14日、2012年3月22日、2013年5月20日、2014年6月9日）
- 医療捜査官 財前一二三（2011年）
- 明日の光をつかめ2（2011年）
- らんま1/2（2011年）
- 終着駅〜トワイライトエクスプレスの恋（2012年）
- 夫のカノジョ 第1話（2013年）
- 外科医　鳩村周五郎12（2014年）
- サイレーン 刑事×彼女×完全悪女 第7話（2015年）
- とと姉ちゃん （2016年）
- 豆腐プロレス 第11話（2017年）
- 記憶捜査　新宿東署事件ファイル 第5話（2019年）
- 晩酌の流儀3 第6話 「豚こまつくねと切り干しペペロン」(2024年)

### CD
- 朝方に怒らせて（2008年）

### 映画
- タナカヒロシのすべて（2005年）
- 暗いところで待ち合わせ（2006年）
- はやぶさ/HAYABUSA（2011年）
- 鉄人ゲッパー（2015年）
- 真夏の恋（2017年）
- にちじょう（2018年）- 主演・父親
- なにもかもうまくいかないすべての男たちへ（2018年）
- ばーじんろーど（2020年）- 主演・父親 役

### CM
- 白元「ミセスロイド」（2008年）
- アサヒフード「ミンティア」（2009年）
- 神獄のヴァルハラゲート（2013年）
- アルスラーン戦記 戦士(マルダーン)の資格（2016年）
- ソラシドエア（2017年）
- 南都銀行 「南都家の一族」（2018年）
- b→dash「お金が掛かる」篇（2019年）
- 中国電力（2022年）

### プロモーションビデオ
- 朝方に怒らせて（2008年）

### ウェブビデオ
- ねんきんず（2021年）

## 碑文谷潤 として

### 人物設定
- 東京東海大学言語学研究センター（大学も研究所も架空のもの）に所属している言語学教授。専門分野は「怒り」。
- 少年時より人を「怒らせる」ことについて興味があり、ロンドンに留学した際に怒りと争いの社会学的研究で知られる社会学者スティーブン・マーシュに出会い、その教えを受けた事から本格的に「怒り」の研究を始める。
- イギリスでの2年間の研究を終えた後帰国したが、当時の日本ではまだ「怒り（人を怒らせる事）」に注目している学者が皆無だったこともあり、バッシングを受けるなど不遇の日々を過ごした。
- 40歳の時、研究論文「東アジア文化に見る怒りの空洞理論」が北米言語学会 (NAL) 最優秀文科論文賞を受賞、一躍脚光を浴びる。これにより、日本でも碑文谷の研究業績に注目が集まるようになった。
- 近年では各地の大学の特別ゼミ、講座や企業への「怒り」の提案など多忙な日々を過ごしている。

### 楽曲
- 「朝方に怒らせて」（2008年2月20日）